# Чегемское общество
Чегемское общество — квазигосударственное образование балкарцев, затем — административная единица Российской империи и РСФСР. 
Занимало ущелье реки Чегем и ее притоков, а также правобережье реки Баксан в районе селения Былым и реки Гестенти-суу. На 1910 год в него входили 24 поселка и 4 хутора: Чегем, Ачи, Думала, Булунгу, Орсундак, Кям, Сосузлар, Тузулгу, Быкмылги, Жора, Гудурги, Иличири, Тызги, Кекташ, Актопрак, Бетургу, Кала, Былым, Озроково, Бопу, Кочкарташ, Шоген-Кабак-Баши, Джаралги, Ликирги и хутора: Кучуковых, Барасбиева, Балкарокова, Ахматова.
Правящими династиями Чегемского общества были Балкаруковы, Барасбиевы, Кучуковы, Келеметовы.
Чегемское общество в основном составе поселений в 1921 году вошло в Балкарский округ. В 1935 году был образован Чегемский район.